# RTL Exclusief (2020)
RTL Exclusief is een Nederlands televisieprogramma dat werd uitgezonden door RTL 4. De presentatie van het programma was in handen van Beau van Erven Dorens. De eerste aflevering werd uitgezonden op 30 december 2020 en begon oorspronkelijk als satirisch praatprogramma, dit format werd vanaf de tweede aflevering gewijzigd naar een satirisch nieuws-quiz.

## Format en ontwikkeling
Het oorspronkelijke format was een satirische talkshow die volledig in scene was gezet. In de eerste aflevering van het programma ontving Beau van Erven Dorens een handvol gasten die door middel van deepfake-technologie bekende mensen zoals koningin Máxima Zorreguieta en minister-president Mark Rutte voor moesten stellen. De eerste aflevering werd uitgezonden op 30 december 2020 als een eindejaar-special. Door de reacties en kritiek van kijkers op deze aflevering werd besloten het programma een week niet uit te zenden zodat de makers aan het programma en het format konden sleutelen.
Sinds de tweede aflevering, die uitgezonden werd op 10 januari 2021, is het het format van een satirische talkshow veranderd naar een nieuws-quiz. Vanaf dit moment werden Gerard Joling en Francis van Broekhuizen aan het programma toegevoegd als teamcaptains. Naast hen schuiven nog twee bekende gasten aan, in elk team één. In de tweede aflevering waren dit gasten die werden gecreëerd met deepfake-technologie. Vanaf de derde aflevering zijn deze gasten echte bekende Nederlanders en wordt er niet meer gebruik gemaakt van de deepfake-technologie om andere gasten te creëren. De teams moeten verschillende vragen over soms bizarre nieuwsfeiten en moeten ontdekken wat hiervan echt gebeurd is, het team met de meeste punten wint de aflevering.

## Afleveringsoverzicht
| Afl. | Uitzenddatum     | Gasten                                                    | Gasten                                                    | Kijkcijfers |
| Afl. | Uitzenddatum     | Team Francis van Broekhuizen                              | Team Gerard Joling                                        | Kijkcijfers |
| ---- | ---------------- | --------------------------------------------------------- | --------------------------------------------------------- | ----------- |
| 1    | 30 december 2020 | N.v.t. eerste aflevering was een talkshow i.p.v. een quiz | N.v.t. eerste aflevering was een talkshow i.p.v. een quiz | 626.000     |
| 2    | 10 januari 2021  | koningin Máxima (via deepfake)                            | premier Mark Rutte (via deepfake)                         | 757.000     |
| 3    | 17 januari 2021  | Hans Klok                                                 | Heleen van Royen                                          | 882.000     |
| 4    | 24 januari 2021  | Michiel Vos                                               | Samantha Steenwijk                                        | 947.000     |
| 5    | 31 januari 2021  | Patricia Paay                                             | Jim Bakkum                                                | 726.000     |
| 6    | 7 februari 2021  | Frits Huffnagel                                           | Jelka van Houten                                          | 802.000     |

## Trivia
- In 2009 zond RTL 4 een gelijknamig programma uit dat gepresenteerd werd door John van den Heuvel en later door Roelof Hemmen.[5][6]